# Clifford Beers

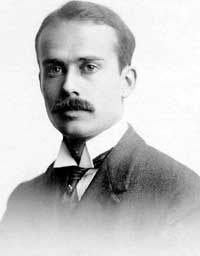
Clifford Beers als Student in Yale (1895)

Clifford Whittingham Beers (* 30. März 1876 in New Haven, CT; † 9. Juli 1943 in Providence, RI) gilt als einer der Begründer der amerikanischen Psychiatriereform-Bewegung („Mental Hygiene Movement“, dt.: Psychohygiene) am Anfang des 20. Jahrhunderts. Clifford Beers litt an einer Bipolaren Störung und wurde nach einem Suizidversuch in eine Klinik für Geisteskranke („Insane Asylum“) eingewiesen, wo er drei Jahre verbrachte. Die Geschichte seiner Erkrankung und seine teils schrecklichen Erlebnisse in der Klinik publizierte er 1908 in einer Autobiographie, was einem Tabubruch gleichkam. Das Buch erschien in vielen Auflagen und Beers' daraus resultierende Bekanntheit ermöglichte ihm die Gründung des National Committee for Mental Hygiene, dem Vorläufer des heutigen Mental Health America.

## Leben
Clifford Beers war eins von fünf Kindern von Ida und Robert A. Beers (1825–1916) und wuchs in einer alteingesessenen Familie der oberen Mittelschicht an der amerikanischen Ostküste auf. In seiner Familie lag eine Prädisposition für psychische Erkrankungen vor: Alle fünf Geschwister litten im Laufe ihres Lebens unter diesen Erkrankungen; alle fünf starben in Anstalten für Geisteskranke.
Beers besuchte bis 1891 eine Grammar School in New Haven (CT) und wechselte dann auf eine High School am selben Ort, deren Abschluss er 1894 erwarb. Kurz darauf erlitt sein älterer Bruder einen ersten schweren Anfall von Epilepsie. Clifford Beers begann im Herbst 1894 sein Studium in Yale an der Sheffield Scientific School (Yales damalige Fakultät für Naturwissenschaften und Technik), das er 1897 mit dem B.A. abschloss. Er sollte danach eine Karriere an der Wall Street machen. Während seiner Studienzeit verbrachte Clifford viel Zeit mit seinem erkrankten Bruder, der am 4. Juli 1900 verstarb. Der kurz bevorstehende Tod seines geliebten Bruders und die Angst, selbst Epileptiker zu sein, löste bei Clifford Beers eine akute Krise aus, und er versuchte am 23. Juni 1900 durch den Sprung aus dem Fenster im vierten Stockwerk des Hauses seiner Eltern den Suizid, überlebte aber mit Verletzungen.
Nach seinem Suizidversuch wurde Clifford Beers 1900 mit Symptomen einer schweren Depression mit paranoiden Elementen in eine geschlossene Privatanstalt eingewiesen. Heute würde seine Diagnose vermutlich auf Bipolare Störung (Typ I) lauten. Später wurde er in eine andere Privatanstalt verlegt und dann auch in eine öffentliche Geisteskrankenanstalt. Während seines Aufenthalts in den Anstalten war er schweren Misshandlungen durch das Personal ausgesetzt. Nach drei Jahren fasste Beers auf dem Weg der Besserung den Entschluss, die Zustände in den amerikanischen Psychiatrieanstalten öffentlich zu machen. Zu diesem Zweck setzte er sich teils willentlich den verschiedenen Bereichen und „Behandlungen“ der Anstalt aus. Zum Beispiel ließ er sich absichtlich in die Abteilung für gewalttätige Kranke einweisen, wo er 21 Nächte in Folge in einer Weichzelle in einer Zwangsjacke gefesselt wurde.

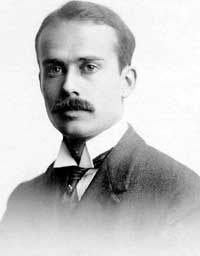
Clifford Beers auf der Frontispiz-Seite der Erstauflage von „A Mind That Found Itself“ (1908)

Nach seiner Entlassung verfasste Beers seine Autobiographie A Mind That Found Itself, für deren Vorwort er William James gewinnen konnte. 1908 veröffentlichte er das Buch, das augenblicklich zu einem großen Erfolg in der Öffentlichkeit wurde. Seine Autobiographie erschien in vielen Auflagen und wurde in mehrere Sprachen übersetzt. Das Buch und seine Bekanntheit ermöglichten ihm, Unterstützer unter Psychiatern, Angehörigen von Erkrankten und bei progressiven Stiftern zu finden, um eine Reform der Psychiatrie zu beginnen. 1909 gründete er mit anderen das National Committee for Mental Hygiene, den Vorläufer der heutigen Vereinigung Mental Health America (besser bekannt als National Mental Health Association). 1913 gründete er in New Haven/CT die erste psychiatrische Klinik mit einem ambulanten Programm.
Beers beschränkte seine Reformarbeit nicht auf die Vereinigten Staaten. 1918 gründete er zusammen mit dem kanadischen Arzt Clarence Hincks (1885–1964) das Canadian National Committee for Mental Hygiene (später Canadian Mental Health Association). 1920 gründeten Beers und Hincks dann das International Committee for Mental Hygiene, das 1948 in World Federation for Mental Health (WFMH) umbenannt wurde. Die WFMH war von ihrer Gründung bis in die 1990er Jahre die einzige bei der UNO akkreditierte NGO, die sich mit psychisch Erkrankten befasste. Ein wichtiger Meilenstein auf dem Weg zur WFMH als anerkannter internationaler Organisation war der International Congress on Mental Hygiene, den Beers und Hincks 1930 in Washington, D.C. organisierten. An dem Kongress nahmen mehr als 4.000 Psychiater, Psychologen und Verantwortliche für Gesundheitspolitik teil.
Clifford Beers erlebte bis zu seinem Tod im Alter von 67 Jahren wiederholt manische und depressive Episoden. Dennoch war er bis 1939, als er sich in den Ruhestand zurückzog, führend in der Psychiatriereformbewegung aktiv. Er starb 1943 als Patient in der privaten Psychiatrieanstalt Butler Hospital in Providence/RI. Sein letzter behandelnder Arzt war Arthur Ruggles (1881–1961), selbst ein einflussreicher Vertreter der Psychiatriereform. Die von Clifford Beers 1913 gegründete ambulante Klinik in New Haven/CT existiert heute noch und trägt seinen Namen. Eine internationale wissenschaftliche Stiftung zur Förderung der psychischen Gesundheit mit Sitz in London wurde 1996 nach Clifford Beers benannt.

## Veröffentlichungen
- Clifford Beers: A Mind That Found Itself. New York 1908, ISBN 978-1-4218-3031-5. (Text verfügbar bei Projekt Gutenberg.)
- Aus dem Amerikanischen übertragen von Otto Reuter: Eine Seele, die sich wiederfand – Autobiographie des Begründers der „Geistigen Hygiene“. Schwabe, Basel 1940.